# Atarba (Atarbodes) jeanneli
Atarba (Atarbodes) jeanneli is een tweevleugelige uit de familie steltmuggen (Limoniidae). De soort komt voor in het Afrotropisch gebied.